# 海上郡 (上総国)
海上郡（うなかみぐん）は上総国にかつて存在した郡である。中世には海北郡と佐是郡とに分割され、江戸時代初期に市原郡の一部となった。現在の市原市のうちの養老川左岸を領域としていた。
下総国にも読みが異なるものの同名の海上郡があった。

## 古代
上海上国造の領域を中心に編成された。養老川下流域の姉崎地区には姉崎古墳群があり、これらの古墳は上海上の首長一族の墳墓とされている。なお、『続日本紀』の神護景雲元年9月22日条によれば、上海上国造の末裔とみられる当郡の人、檜前舎人直建麻呂に上総宿禰の姓が与えられ、また宝亀6年3月2日条には同人を「隼人正と為す」とある。
万葉集は当郡の歌として、巻七に「夏麻引く海上潟の沖つ洲に鳥はすだけど君は音もせず」と、巻十四に「夏麻引く海上潟の沖つ洲に船は留めむさ夜更けにけり」の二首を載せている。
当郡には、島穴神社と姉埼神社の二つの式内社があるが、上総国の式内社は少なく郡中に複数の式内社があるのは当郡のみである。

### 郷
『和名類聚抄』に記される郡内の郷（8郷）。
佐是、稲庭、大野、山田、倉橋、福良、島穴、馬野

### 式内社
『延喜式』神名帳に記される郡内の式内社。
| 神名帳             | 神名帳     | 神名帳 | 神名帳 | 比定社   | 比定社           | 比定社 | 集成 |
| 社名               | 読み       | 格     | 付記   | 社名     | 所在地           | 備考   | 集成 |
| ------------------ | ---------- | ------ | ------ | -------- | ---------------- | ------ | ---- |
| 海上郡 2座（並小） |            |        |        |          |                  |        |      |
| 島穴神社           | シマアナノ | 小     |        | 島穴神社 | 千葉県市原市島野 |        |      |
| 姉埼神社           | アネサキノ | 小     |        | 姉埼神社 | 千葉県市原市姉崎 |        |      |

## 中世
中世には海北郡（かいほうぐん）と佐是郡（さぜぐん）とに分割されていた。

## 近世
江戸時代初期に市原郡の一部となった。